# 第79回国民スポーツ大会
第79回国民スポーツ大会は2025年に滋賀県で開催を予定する国民スポーツ大会である。本大会の愛称は「わたSHIGA輝く国スポ」。なお、冬季大会はフィギュアスケート・ショートトラックは岡山県（晴れて輝け！おかやま国スポ）、スピードスケートを群馬県（伊香保国スポ2025）、スキー競技は秋田県（あきた鹿角国スポ2025）で開催された。

## 冬季大会
岡山県での冬季大会開催は、西日本を含めて初。

### スケート競技会・アイスホッケー競技会
第79回国民スポーツ大会冬季大会スケート競技会・アイスホッケー競技会は、2025年1月26日～2月5日まで群馬県渋川市・岡山県岡山市および岡山県倉敷市で開催された。

#### スケート競技会（ショートトラック・フィギュア）・アイスホッケー競技会
晴れて輝け！おかやま国スポは、2025年1月26日～29日まで岡山県岡山市・倉敷市で開催された。

##### 実施予定競技・会場一覧
| 競技名         | 競技名           | 競技名 | 会場地                       | 会場                         |
| -------------- | ---------------- | ------ | ---------------------------- | ---------------------------- |
| スケート       | ショートトラック |        | 岡山市                       | 岡山国際スケートリンク       |
| スケート       | フィギュア       |        | 倉敷市                       | ヘルスピア倉敷アイスアリーナ |
| アイスホッケー | アイスホッケー   |        | 岡山市                       | 岡山国際スケートリンク       |
| アイスホッケー | アイスホッケー   | 倉敷市 | ヘルスピア倉敷アイスアリーナ |                              |

#### スケート競技会（スピード）
伊香保国スポ2025は、2025年1月26日～29日まで群馬県渋川市の高崎健康福祉大学伊香保リンクで開催された。

### スキー競技会
あきた鹿角国スポ2025は、2025年2月13日～16日まで秋田県鹿角市で開催された。

#### 実施予定競技・会場一覧
| 競技名 | 競技名                         | 競技名 | 会場地 | 会場         |
| ------ | ------------------------------ | ------ | ------ | ------------ |
| スキー | ジャイアントスラローム（詳細） |        | 鹿角市 | 花輪スキー場 |
| スキー | クロスカントリー（詳細）       |        | 鹿角市 | 花輪スキー場 |
| スキー | スペシャルジャンプ（詳細）     | \|     | 鹿角市 | 花輪スキー場 |
| スキー | コンバインド（詳細）           | \|     | 鹿角市 | 花輪スキー場 |

## 本大会
滋賀県での開催は1981年のびわこ国体以来43年ぶり。一部競技は京都府、大阪府、兵庫県で開催される。

### 開催競技

#### 正式競技・特別競技
（出典：）
| 競技                 | 競技                         | 競技                                       | 種別               | 開催市町村                                         | 会場                                                           | 実施期間          | 備考 |
| -------------------- | ---------------------------- | ------------------------------------------ | ------------------ | -------------------------------------------------- | -------------------------------------------------------------- | ----------------- | ---- |
| 総合開会式           | 総合開会式                   |                                            |                    | 彦根市                                             | 平和堂HATOスタジアム（彦根総合スポーツ公園陸上競技場）         | 9月29日           |      |
| 水泳                 | 競泳                         |                                            | 全種別             | 草津市                                             | インフロニア草津アクアティクスセンター（草津市立プール）       | 9月13日 - 9月15日 |      |
| 水泳                 | 飛込競技                     |                                            | 全種別             | 草津市                                             | インフロニア草津アクアティクスセンター（草津市立プール）       | 9月13日 - 9月15日 |      |
| 水泳                 | アーティスティックスイミング |                                            | 少年女子           | 草津市                                             | インフロニア草津アクアティクスセンター（草津市立プール）       | 9月6日            |      |
| 水泳                 | 水球                         |                                            | 少年男子           | 草津市                                             | インフロニア草津アクアティクスセンター（草津市立プール）       | 9月8日 - 9月11日  |      |
| 水泳                 | 水球                         | 女子                                       |                    | 草津市                                             | インフロニア草津アクアティクスセンター（草津市立プール）       | 9月8日 - 9月11日  |      |
| 水泳                 | OWS                          |                                            | 男子               | 長浜市                                             | 長浜市南浜町地先特設会場                                       | 9月10日           |      |
| 水泳                 | OWS                          | 女子                                       |                    | 長浜市                                             | 長浜市南浜町地先特設会場                                       | 9月10日           |      |
| 陸上競技             | 陸上競技                     |                                            | 全種別             | 彦根市                                             | 平和堂HATOスタジアム（彦根総合スポーツ公園陸上競技場）         | 10月3日 - 10月7日 |      |
| サッカー             | サッカー                     |                                            | 成年男子           | 東近江市                                           | 東近江市総合運動公園布引陸上競技場                             | 10月4日 - 10月7日 |      |
| サッカー             | サッカー                     | 京セラ株式会社滋賀八日市工場総合グラウンド | 成年男子           | 東近江市                                           |                                                                | 10月4日 - 10月7日 |      |
| サッカー             | サッカー                     | 東近江市能登川グラウンド                   | 成年男子           | 東近江市                                           |                                                                | 10月4日 - 10月7日 |      |
| サッカー             | サッカー                     | 少年男子                                   | 守山市             | 野洲川歴史公園サッカー場（ビッグレイク）           | 10月3日 - 10月7日                                              |                   |      |
| サッカー             | サッカー                     | 少年男子                                   | 甲賀市             | 甲賀市水口スポーツの森陸上競技場                   | 10月3日 - 10月7日                                              |                   |      |
| サッカー             | サッカー                     | 少年女子                                   | 甲賀市             | 甲賀市水口スポーツの森陸上競技場                   | 10月3日 - 10月6日                                              |                   |      |
| サッカー             | サッカー                     | 少年女子                                   | 大津市             | 皇子山総合運動公園陸上競技場                       | 10月3日 - 10月6日                                              |                   |      |
| サッカー             | サッカー                     | 少年女子                                   | 大津市             | 伊香立公園芝生グラウンド                           | 10月3日 - 10月6日                                              |                   |      |
| テニス               | テニス                       |                                            | 全種別             | 大津市                                             | 大石緑地スポーツ村テニスコート                                 | 9月29日 - 10月2日 |      |
| ボート               | ボート                       |                                            | 全種別             | 大津市                                             | 関西みらいローイングセンター（滋賀県立琵琶湖漕艇場）           | 10月4日 - 10月7日 |      |
| ホッケー             | ホッケー                     |                                            | 成年男子           | 米原市                                             | OSPホッケースタジアム（滋賀県立伊吹運動場）                    | 10月1日 - 10月4日 |      |
| ホッケー             | ホッケー                     | 米原市伊吹第1グラウンド                    | 成年男子           | 米原市                                             |                                                                | 10月1日 - 10月4日 |      |
| ホッケー             | ホッケー                     | 成年女子                                   | 米原市             | OSPホッケースタジアム（滋賀県立伊吹運動場）        | 10月1日 - 10月4日                                              |                   |      |
| ホッケー             | ホッケー                     | 成年女子                                   | 米原市             | 米原市伊吹第1グラウンド                            | 10月1日 - 10月4日                                              |                   |      |
| ホッケー             | ホッケー                     | 少年男子                                   | 米原市             | OSPホッケースタジアム（滋賀県立伊吹運動場）        | 10月1日 - 10月5日                                              |                   |      |
| ホッケー             | ホッケー                     | 少年男子                                   | 米原市             | 米原市伊吹第1グラウンド                            | 10月1日 - 10月5日                                              |                   |      |
| ホッケー             | ホッケー                     | 少年女子                                   | 米原市             | OSPホッケースタジアム（滋賀県立伊吹運動場）        | 10月1日 - 10月5日                                              |                   |      |
| ホッケー             | ホッケー                     | 少年女子                                   | 米原市             | 米原市伊吹第1グラウンド                            | 10月1日 - 10月5日                                              |                   |      |
| ボクシング           | ボクシング                   |                                            | 成年男子           | 東近江市                                           | 東近江市能登川アリーナ                                         | 9月29日 - 10月3日 |      |
| ボクシング           | ボクシング                   | 成年女子                                   |                    | 東近江市                                           | 東近江市能登川アリーナ                                         | 9月29日 - 10月3日 |      |
| ボクシング           | ボクシング                   | 少年男子                                   |                    | 東近江市                                           | 東近江市能登川アリーナ                                         | 9月29日 - 10月3日 |      |
| バレーボール         | 6人制                        |                                            | 成年男子           | 草津市                                             | 草津市立総合体育館                                             | 9月28日 - 10月1日 |      |
| バレーボール         | 6人制                        | 成年女子                                   | 草津市             | YMITアリーナ（くさつシティアリーナ）               |                                                                | 9月28日 - 10月1日 |      |
| バレーボール         | 6人制                        | 少年男子                                   | 近江八幡市         | 近江八幡運動公園体育館                             |                                                                | 9月28日 - 10月1日 |      |
| バレーボール         | 6人制                        | 少年女子                                   | 守山市             | 守山市民体育館                                     |                                                                | 9月28日 - 10月1日 |      |
| バレーボール         | ビーチバレーボール           |                                            | 少年男子           | 長浜市                                             | 豊公園自由広場特設会場                                         | 9月6日 - 9月9日   |      |
| バレーボール         | ビーチバレーボール           | 少年女子                                   |                    | 長浜市                                             | 豊公園自由広場特設会場                                         | 9月6日 - 9月9日   |      |
| 体操競技             | 体操競技                     |                                            | 全種別             | 大津市                                             | 滋賀ダイハツアリーナ（滋賀アリーナ）                           | 9月12日 - 9月15日 |      |
| 体操競技             | 新体操                       |                                            | 少年男子           | 大津市                                             | 滋賀ダイハツアリーナ（滋賀アリーナ）                           | 9月6日 - 9月7日   |      |
| 体操競技             | 新体操                       | 少年女子                                   |                    | 大津市                                             | 滋賀ダイハツアリーナ（滋賀アリーナ）                           | 9月6日 - 9月7日   |      |
| 体操競技             | トランポリン                 |                                            | 男子               | 大津市                                             | 滋賀ダイハツアリーナ（滋賀アリーナ）                           | 9月9日            |      |
| 体操競技             | トランポリン                 | 女子                                       |                    | 大津市                                             | 滋賀ダイハツアリーナ（滋賀アリーナ）                           | 9月9日            |      |
| バスケットボール     | バスケットボール             |                                            | 成年男子           | 大津市                                             | 滋賀ダイハツアリーナ（滋賀アリーナ）                           | 10月3日 - 10月6日 |      |
| バスケットボール     | バスケットボール             | 成年女子                                   | 野洲市             | 野洲市総合体育館                                   | 10月4日 - 10月7日                                              |                   |      |
| バスケットボール     | バスケットボール             | 少年男子                                   | 大津市             | 滋賀ダイハツアリーナ（滋賀アリーナ）               | 10月3日 - 10月7日                                              |                   |      |
| バスケットボール     | バスケットボール             | 少年女子                                   | 草津市             | YMITアリーナ（くさつシティアリーナ）               | 10月3日 - 10月7日                                              |                   |      |
| レスリング           | レスリング                   |                                            | 成年男子           | 栗東市                                             | 栗東市民体育館                                                 | 9月29日 - 10月2日 |      |
| レスリング           | レスリング                   | 少年男子                                   |                    | 栗東市                                             | 栗東市民体育館                                                 | 9月29日 - 10月2日 |      |
| レスリング           | レスリング                   | 女子                                       | 9月29日 - 9月29日  | 栗東市                                             | 栗東市民体育館                                                 |                   |      |
| セーリング           | セーリング                   |                                            | 全種別             | 大津市                                             | 大津市柳が崎特設セーリング会場                                 | 9月28日 - 10月1日 |      |
| ウエイトリフティング | ウエイトリフティング         |                                            | 成年男子           | 高島市                                             | 滋賀県立安曇川高等学校体育館                                   | 9月28日 - 10月1日 |      |
| ウエイトリフティング | ウエイトリフティング         | 少年男子                                   |                    | 高島市                                             | 滋賀県立安曇川高等学校体育館                                   | 9月28日 - 10月1日 |      |
| ウエイトリフティング | ウエイトリフティング         | 女子                                       |                    | 高島市                                             | 滋賀県立安曇川高等学校体育館                                   | 9月28日 - 10月1日 |      |
| ハンドボール         | ハンドボール                 |                                            | 成年男子           | 彦根市                                             | プロシードアリーナHIKONE（彦根市スポーツ・文化交流センター）   | 10月3日 - 10月7日 |      |
| ハンドボール         | ハンドボール                 | 成年女子                                   |                    | 彦根市                                             | プロシードアリーナHIKONE（彦根市スポーツ・文化交流センター）   | 10月3日 - 10月7日 |      |
| ハンドボール         | ハンドボール                 | 少年男子                                   | 近江八幡市         | あづちマリエート                                   |                                                                | 10月3日 - 10月7日 |      |
| ハンドボール         | ハンドボール                 | 少年男子                                   | 近江八幡市         | 近江八幡運動公園体育館                             |                                                                | 10月3日 - 10月7日 |      |
| ハンドボール         | ハンドボール                 | 少年女子                                   | 近江八幡市         | 近江八幡運動公園体育館                             | 10月3日 - 10月4日                                              |                   |      |
| ハンドボール         | ハンドボール                 | 少年女子                                   | 彦根市             | 彦総グリーンアリーナ（彦根総合高等学校体育館）     | 10月3日 - 10月4日                                              |                   |      |
| 自転車競技           | ロードレース                 |                                            | 男子A              | 東近江市                                           | 東近江市特設ロードレースコース                                 | 9月21日           |      |
| 自転車競技           | ロードレース                 | 男子B                                      |                    | 東近江市                                           | 東近江市特設ロードレースコース                                 | 9月21日           |      |
| 自転車競技           | ロードレース                 | 女子                                       |                    | 東近江市                                           | 東近江市特設ロードレースコース                                 | 9月21日           |      |
| 自転車競技           | トラックレース               |                                            | 男子A              | 京都府向日市                                       | 京都向日町競輪場                                               | 9月22日 - 9月25日 |      |
| 自転車競技           | トラックレース               | 男子B                                      |                    | 京都府向日市                                       | 京都向日町競輪場                                               | 9月22日 - 9月25日 |      |
| 自転車競技           | トラックレース               | 女子                                       |                    | 京都府向日市                                       | 京都向日町競輪場                                               | 9月22日 - 9月25日 |      |
| ソフトテニス         | ソフトテニス                 |                                            | 全種目             | 長浜市                                             | 長浜市民庭球場                                                 | 10月3日 - 10月4日 |      |
| 卓球                 | 卓球                         |                                            | 全種別             | 野洲市                                             | 野洲市総合体育館                                               | 9月28日 - 10月2日 |      |
| 相撲                 | 相撲                         |                                            | 成年男子           | 長浜市                                             | 長浜バイオ大学ドーム（滋賀県立長浜ドーム）                     | 9月29日 - 10月1日 |      |
| 相撲                 | 相撲                         | 少年男子                                   |                    | 長浜市                                             | 長浜バイオ大学ドーム（滋賀県立長浜ドーム）                     | 9月29日 - 10月1日 |      |
| 馬術                 | 馬術                         |                                            | 成年男子           | 兵庫県三木市                                       | 三木ホースランドパーク                                         | 9月29日 - 10月3日 |      |
| 馬術                 | 馬術                         | 成年女子                                   |                    | 兵庫県三木市                                       | 三木ホースランドパーク                                         | 9月29日 - 10月3日 |      |
| 馬術                 | 馬術                         | 少年                                       |                    | 兵庫県三木市                                       | 三木ホースランドパーク                                         | 9月29日 - 10月3日 |      |
| フェンシング         | フェンシング                 |                                            | 全種別             | 大津市                                             | ウカルちゃんアリーナ（滋賀県立体育館）                         | 9月29日 - 10月2日 |      |
| 柔道                 | 柔道                         |                                            | 成年男子           | 長浜市                                             | 長浜伊香ツインアリーナ                                         | 10月5日 - 10月7日 |      |
| 柔道                 | 柔道                         | 少年男子                                   |                    | 長浜市                                             | 長浜伊香ツインアリーナ                                         | 10月5日 - 10月7日 |      |
| 柔道                 | 柔道                         | 女子                                       |                    | 長浜市                                             | 長浜伊香ツインアリーナ                                         | 10月5日 - 10月7日 |      |
| ソフトボール         | ソフトボール                 |                                            | 成年男子           | 東近江市                                           | 東近江市総合運動公園布引多目的グラウンド                       | 9月29日 - 10月1日 |      |
| ソフトボール         | ソフトボール                 | 成年女子                                   | 高島市             | 高島市今津総合運動公園第1グラウンド・第2グラウンド |                                                                | 9月29日 - 10月1日 |      |
| ソフトボール         | ソフトボール                 | 少年男子                                   | 草津市             | 草津市立野村運動公園グラウンド                     |                                                                | 9月29日 - 10月1日 |      |
| ソフトボール         | ソフトボール                 | 少年女子                                   | 守山市             | 守山市民運動公園ソフトボール場                     |                                                                | 9月29日 - 10月1日 |      |
| ソフトボール         | ソフトボール                 | 少年女子                                   | 守山市             | 守山市民球場                                       |                                                                | 9月29日 - 10月1日 |      |
| バドミントン         | バドミントン                 |                                            | 全種別             | 大津市                                             | 滋賀ダイハツアリーナ（滋賀アリーナ）                           | 9月28日 - 10月1日 |      |
| 弓道                 | 近的                         |                                            | 全種別             | 彦根市                                             | プロシードアリーナHIKONE（彦根市スポーツ・文化交流センター）   | 9月28日 - 10月1日 |      |
| 弓道                 | 遠的                         |                                            | 全種別             | 彦根市                                             | プロシードアリーナHIKONE（彦根市スポーツ・文化交流センター）   | 9月28日 - 9月30日 |      |
| ライフル射撃         | 25 m                         |                                            | 成年男子           | 大津市                                             | 滋賀県警察学校射撃場                                           | 10月4日 - 10月6日 |      |
| ライフル射撃         | 50 m                         | 成年男子                                   | 大阪府豊能郡能勢町 | 能勢ライフル射撃場                                 | 10月4日 - 10月7日                                              |                   |      |
| ライフル射撃         | 50 m                         | 成年女子                                   | 大阪府豊能郡能勢町 | 能勢ライフル射撃場                                 | 10月4日 - 10月7日                                              |                   |      |
| ライフル射撃         | 10 m                         | 全種別                                     | 大阪府豊能郡能勢町 | 能勢ライフル射撃場                                 | 10月4日 - 10月7日                                              |                   |      |
| ライフル射撃         | BR・BP                       | 少年男子                                   | 大阪府豊能郡能勢町 | 能勢ライフル射撃場                                 | 10月4日 - 10月7日                                              |                   |      |
| ライフル射撃         | BR・BP                       | 少年女子                                   | 大阪府豊能郡能勢町 | 能勢ライフル射撃場                                 | 10月4日 - 10月7日                                              |                   |      |
| 剣道                 | 剣道                         |                                            | 全種別             | 湖南市                                             | 湖南市総合体育館                                               | 9月29日 - 10月1日 |      |
| ラグビーフットボール | 7人制                        |                                            | 成年男子           | 野洲市                                             | 滋賀県希望が丘文化公園                                         | 10月4日 - 10月5日 |      |
| ラグビーフットボール | 7人制                        | 女子                                       | 10月6日 - 10月7日  | 野洲市                                             | 滋賀県希望が丘文化公園                                         |                   |      |
| ラグビーフットボール | 15人制                       | 少年男子                                   | 10月3日 - 10月7日  | 野洲市                                             | 滋賀県希望が丘文化公園                                         |                   |      |
| スポーツクライミング | リード                       |                                            | 全種別             | 竜王町                                             | 竜王町総合運動公園                                             | 10月3日 - 10月5日 |      |
| スポーツクライミング | ボルダー                     |                                            | 全種別             | 竜王町                                             | 竜王町総合運動公園                                             | 10月3日 - 10月5日 |      |
| カヌー               | スプリント                   |                                            | 全種別             | 東近江市                                           | 伊庭内湖特設カヌー競技場                                       | 10月3日 - 10月6日 |      |
| カヌー               | スラローム                   |                                            | 成年男子           | 大津市                                             | 瀬田川特設カヌー競技場                                         | 10月4日 - 10月5日 |      |
| カヌー               | スラローム                   | 成年女子                                   |                    | 大津市                                             | 瀬田川特設カヌー競技場                                         | 10月4日 - 10月5日 |      |
| カヌー               | ワイルドウォータ－           |                                            | 成年男子           | 大津市                                             | 瀬田川特設カヌー競技場                                         | 10月3日 - 10月7日 |      |
| カヌー               | ワイルドウォータ－           | 成年女子                                   |                    | 大津市                                             | 瀬田川特設カヌー競技場                                         | 10月3日 - 10月7日 |      |
| アーチェリー         | アーチェリー                 |                                            | 全種別             | 愛荘町                                             | 愛荘町スポーツセンター秦荘グラウンド                           | 10月5日 - 10月7日 |      |
| 空手道               | 空手道                       |                                            | 全種別             | 大津市                                             | ウカルちゃんアリーナ（滋賀県立体育館）                         | 10月5日 - 10月7日 |      |
| 銃剣道               | 銃剣道                       |                                            | 成年男子           | 高島市                                             | 新旭体育館                                                     | 10月4日 - 10月6日 |      |
| 銃剣道               | 銃剣道                       | 少年男子                                   |                    | 高島市                                             | 新旭体育館                                                     | 10月4日 - 10月6日 |      |
| なぎなた             | なぎなた                     |                                            | 成年女子           | 彦根市                                             | パナソニック株式会社くらしアプライアンス社彦根工場多目的ホール | 9月29日 - 10月1日 |      |
| なぎなた             | なぎなた                     | 少年女子                                   |                    | 彦根市                                             | パナソニック株式会社くらしアプライアンス社彦根工場多目的ホール | 9月29日 - 10月1日 |      |
| ボウリング           | ボウリング                   |                                            | 全種別             | 彦根市                                             | ラピュタボウル彦根                                             | 9月29日 - 10月3日 |      |
| ゴルフ               | ゴルフ                       |                                            | 成年男子           | 栗東市                                             | 琵琶湖カントリー倶楽部                                         | 9月28日 - 9月30日 |      |
| ゴルフ               | ゴルフ                       | 少年男子                                   | 甲賀市             | ベアズパウ ジャパン カントリークラブ               |                                                                | 9月28日 - 9月30日 |      |
| ゴルフ               | ゴルフ                       | 女子                                       | 東近江市           | 名神八日市カントリー倶楽部                         |                                                                | 9月28日 - 9月30日 |      |
| トライアスロン       | トライアスロン               |                                            | 成年男子           | 近江八幡市                                         | 近江八幡市特設トライアスロン会場                               | 9月28日           |      |
| トライアスロン       | トライアスロン               | 成年女子                                   |                    | 近江八幡市                                         | 近江八幡市特設トライアスロン会場                               | 9月28日           |      |